# Estadio Dr. Magalhães Pessoa
El Estadio Dr. Magalhães Pessoa también llamado Estadio Municipal de Leiria es un estadio de fútbol ubicado en la ciudad de Leiría, Portugal, fue construido con motivo de la celebración de la Eurocopa 2004, realizada en Portugal. Allí juega de local la União Desportiva de Leiria. 
El estadio fue inaugurado el 19 de noviembre de 2003 en un partido entre Portugal y Kuwait, ganando los lusitanos por 8:0. Albergó dos partidos de la Eurocopa 2004. En tanto, la selección de Portugal disputó un partido de clasificación a la Copa Mundial de 2006, uno para la Eurocopa 2008, y amistosos en 2011, 2012, 2014 y 2016.

## Partidos de la Eurocopa 2004 disputados en el estadio
| Fecha               |         | Resultado |         | Ronda   |
| ------------------- | ------- | --------- | ------- | ------- |
| 13 de junio de 2004 | Suiza   | 0–0       | Croacia | Grupo B |
| 17 de junio de 2004 | Croacia | 2–2       | Francia | Grupo B |